# Nicole DeHuff
Nicole DeHuff est une comédienne américaine née le 6 janvier 1975 à Antlers (Oklahoma) et morte le 16 février 2005 à Los Angeles (Californie) d'une pneumonie diagnostiquée tardivement.

## Biographie[1]
Nicole DeHuff commence ses études à la célèbre université Carnegie-Mellon. Son premier grand rôle a été dans Mon beau-père et moi en 2000 avec Robert De Niro et Ben Stiller. Elle apparaît dans plusieurs séries comme Les Experts : Miami, Monk, The Practice : Bobby Donnell et Associés. Elle se marie avec le producteur Ari Palitz en 2000. Elle meurt d'une pneumonie le 16 février 2005 à Los Angeles, âgée de 30 ans.

## Filmographie

### Cinéma
- 2000 : Killing Cinderella
- 2000 : Mon beau-père et moi : Deborah Byrnes
- 2004 : Suspect Zero Katie Potter
- 2006 : Unbeatable Harold Wanda Livingston

### Télévision
- 2001 : Les Experts : Tina Kolas dans Faux coupable
- 2001 : The Practice : Michelle Farrell dans Enfants victimes
- 2003 : FBI : Portés disparus : Kathy Dobson dans Course contre la montre. L'épisode Extra lucide est dédié à sa mémoire.
- 2003 : Dragnet : Claudia Hellman (saison 2, épisode 4)
- 2004 : Monk et le livreur de journaux : Vicki Salinas
- 2004 : Les Experts : Miami : Carrie Delgado dans Paparazzi et Le Fan
- 2005 : See Arnold Run : Barbara